# Frogner (Sørum)
Frogner este o localitate din comuna Sørum, provincia Akershus, Norvegia, cu o suprafață de 0,57 km² și o populație de 1.163 locuitori (2013).